# Algora
Algora település Spanyolországban, Guadalajara tartományban. Algora Las Inviernas, Mandayona, Mirabueno, El Sotillo, Torremocha del Campo és Sigüenza községekkel határos. Lakosainak száma 96 fő (2024).

## Népesség
A település lakosságának változását az alábbi diagram mutatja:
| Lakosok száma | 119  | 112  | 120  | 108  | 113  | 80   | 78   | 70   | 82   | 96   |
|               | 2001 | 2004 | 2006 | 2009 | 2011 | 2014 | 2016 | 2019 | 2021 | 2024 |